# Opera Software
Opera Software — норвежская компания, производитель программного обеспечения. Создана группой исследователей, работавших на норвежскую телекоммуникационную компанию Telenor. Opera Software участвует в развитии веб-стандартов в рамках проекта W3C. Штаб-квартира расположена в столице Норвегии Осло. Филиалы компании находятся в Швеции, Китае, Индии, Японии, России, Корее, Польше, Чехии, Австралии и США. Наиболее известными продуктами компании являлся браузер для персональных компьютеров Opera, который с 2005 года распространяется бесплатно, и для мобильных устройств Opera Mini и Opera Mobile. Последний с 2010 года также распространяется бесплатно.

## Владельцы компании и структура собственности
4 ноября 2016 года Opera Software закрыла сделку по продаже потребительского бизнеса, включая браузер, консорциуму китайских инвесторов во главе с Golden Brick Capital Private Equity Fund I L.P. за $575 млн. В ходе реорганизации решено закрыть офис Opera Software в России: юридическое лицо компании в стране ликвидируется, из десяти сотрудников останутся два.
По данным Reuters по состоянию на 2 июля 2018 года структура владельцев Opera Software выглядит следующим образом:
Председатель правления и фактический контролер Zhou Yahui владеет 39 миллионами акций Opera Software через свою компанию Keeneeyes Future Holding Inc., что составляет 19,50% от ее общего капитала до листинга. Кроме того, он контролирует 96 миллионов акций Opera Software, то есть 48% ее общего акционерного капитала через компанию Kunlun Wanwei. В общей сложности владелец Keeneeyes Future Holding Inc. и Kunlun Wanwei контролирует 67,5% акций Opera Software, то есть является мажоритарным акционером, контролирующим компанию.
Компании Qifei International Development Co. Limited, также владеющей антивирусным решением Qihoo 360, принадлежит 27.5% акций компании.
Компании Golden Brick Capital Private Equity Fund I L.P. принадлежит 5% в капитале Opera Software.

## Финансовые показатели
Объём продаж компании за 2012 — $216,0 млн, (2011 — $159,8 млн, 2008 — $78,65 млн, 2007 — $49,92 млн). Чистая прибыль — $17.0 млн ($25.4 млн в 2011, $13,88 млн в 2008, $1,97 млн в 2007). Доходы от продажи ПО для настольных ПК и ноутбуков выросли в 2008 на 53 % до $39,3 млн.
По данным LiveInternet за ноябрь 2016 года, в топ-10 самых популярных браузеров из продуктов Opera Software вошел Opera Blink - 3,7% пользователей.

## Бизнес модель
У Opera Software три основные бизнес-модели:
- Получение отчислений от производителей устройств — мобильных телефонов, игровых консолей и ТV-приставок в виде платы за каждое устройство, на котором установлен браузер Opera.
- Получение отчислений от контент-провайдеров — Google, Amazon, Яндекс, Mail.ru, OZON, Вконтакте и т. д. за размещение строки поиска в браузере Opera.
- Получение отчислений от телекоммуникационных операторов — Vodafone, T-Mobile, SK Telecom, Мегафон и т. д. за помощь в увеличении мобильного Интернет-трафика, заключающуюся в выпуске спецверсий браузера Opera и создании виджетов.

## Главные лица
- Йон Стефенсон фон Течнер, соучредитель
- Хокон Виум Ли, технический директор